# Progresszív konzervativizmus
A progresszív konzervativizmus olyan szociális-politikai eszmerendszer, amely a konzervativizmus ideológiáját haladó gondolatokkal ötvözi. A progresszív konzervatívok továbbra is kiállnak a kapitalista alapokra épülő társadalom mellett, de már elfogadják az állampolgárok érdekeit szolgáló állami beavatkozást a piac és a gazdaság működésébe. A progresszív konzervativizmus, mint politikai ideológia az Egyesült Királyságban Benjamin Disraeli miniszterelnöksége idején alakult ki.
Az Egyesült Királyságban elsősorban Disraelit, illetve Stanley Baldwin, Neville Chamberlain, Winston Churchill, Harold Macmillan és David Cameron Tory párti miniszterelnököket tartották progresszív konzervatívoknak.
A katolikus egyház a Rerum Novarum (magyarul: "Az új dolgok") 1891-es pápai enciklikában vezetett be egy progresszív konzervatív ideológiát, amelyet szociális katolicizmusnak neveztek el.
Az Egyesült Államok-ban elsősorban Theodore Roosevelt elnököt azonosították a progresszív konzervativizmus irányzatával. Roosevelt azt állította, hogy "mindig hittem abban, hogy a bölcs progresszivizmus és a bölcs konzervativizmus jól megfér egymással." William Howard Taft elnököt és az általa kialakított adminisztrációt is progresszív konzervatívként könyvelték el és maga Taft elnök azt nyilatkozta, hogy "progresszív konzervativizmus híve".
Dwight D. Eisenhower elnök szintén a progresszív konzervativizmus követőjének nyilvánította magát.
Németországban Leo von Caprivi kancellár az általa "Új Irányvonal"-nak elnevezett progresszív konzervatív programot képviselte.
Kanadában számos jobboldali kormány tartozott a progresszív konzervativizmus irányvonalához, illetve 1942 és 2003 között a legnagyobb jobboldali pártot hivatalosan is Kanadai Progresszív Konzervatív Pártnak hívták (Progressive Conservative Party of Canada). Arthur Meighen, R.B. Bennett, John Diefenbaker, Joe Clark, Brian Mulroney és Kim Campbell miniszterelnökök vezettek progresszív konzervativista kormányokat.

## Története

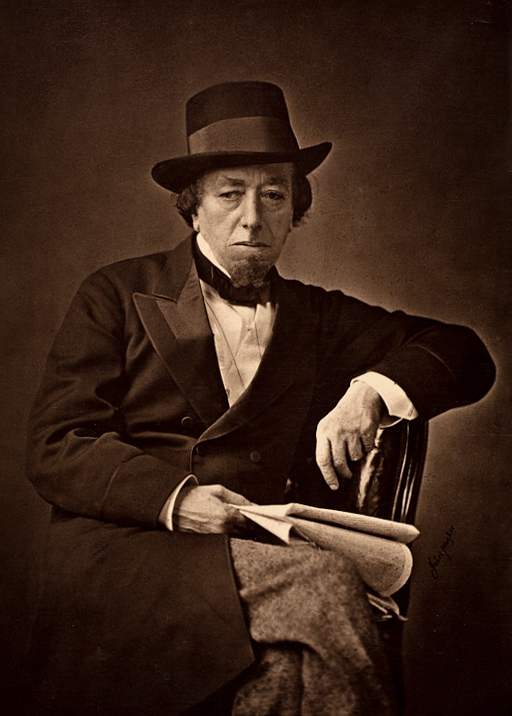
Benjamin Disraeli, az Egyesült Királyság miniszterelnöke (1868, 1874-1880)

A progresszív konzervativizmus ideológiáját Benjamin Disraeli tory párti politikus vezetése alatt dolgozták ki a 19. századi Egyesült Királyságban, hogy megalkossák a középutat a szélsőséges szabadpiaci laissez-faire és a brit radikalizmus között.
Az 1940-es és az 1970-es évek között a progresszív konzervativizmus jelentős népszerűségnek örvendett a brit Konzervatív Párt politikusainak körében. Az irányzathoz tartozó politikusok elérték, hogy a Konzervatív Párt a korabeli Munkáspárthoz hasonló szociális programot dolgozzon ki és szembeszálltak azokkal a szélsőségesen konzervatív körökkel, akik nem értettek egyet a moderált szociálpolitikai irányvonallal. Ebben az időben Rab Butler számított az irányzat egyik legtekintélyesebb képviselőjének. Butler jelentős szerepet játszott az 1947-es "Ipari Charta" (The Industrial Charta) néven ismert politikai program megalkotásában, amely a hagyományos szabadpiaci elveket igyekezett összeférhetővé tenni a konzervatívok által még vállalható intervencionizmussal, amely a munkahelyek biztonságát, a teljes foglalkoztatottságot, a munkavállalók helyzetének javítását tűzte ki célként. Az "Ipari Charta" egyik kritikusa Winston Churchill korábbi miniszterelnök volt, aki végül támogatta a dokumentumot, de a Tory párt egyes politikusai keményen bírálták, mivel szerintük ez egy lépés volt a szocializmus felé.
David Cameront, aki 2010-ben került kormányra, szintén progresszív konzervatívként jellemezték. Cameron, aki 2005 óta volt a Konzervatív Párt vezetője, 2009-ben indította el a "Progresszív Konzervativizmus Projektet" (Progressive Conservatism Project) a párthoz közel álló Demos politikai kutatóintézetnél. Beszédében kifejtette, hogy milyennek képzeli el a progresszív konzervativizmus alapján napjaink társadalmát:

„Először is, egy olyan méltányos társadalom, ahol segítünk az embereknek kikeveredni a szegénységből - egy életre. Másodszor, egy olyan társadalom, ahol a lehetőségek egyenlőek és ahol mindenki, Michael Gove briliáns megfogalmazásával, "saját maga írhatja meg élete történetét". Harmadszor, egy zöldebb társadalom, ahol a jövő generációkra egy fenntartható, tiszta és gyönyörű bolygót hagyunk. Negyedszer, egy biztonságos társadalom, ahol az embereket megvédik a fenyegetésektől és a félelemtől.”

– David Cameron

## Fordítás
- Ez a szócikk részben vagy egészben  a   Progressive conservatism című angol Wikipédia-szócikk fordításán alapul.  Az eredeti cikk szerkesztőit annak laptörténete sorolja fel. Ez a jelzés csupán a megfogalmazás eredetét és a szerzői jogokat jelzi, nem szolgál a cikkben szereplő információk forrásmegjelöléseként.